# Diego Angelón
Diego Angelón (Reus, 1803 - 1831) va ser un llibreter, fill de pares tortosins, que havien anat a viure a Reus el 1801.
Va treballar a la impremta i botiga de llibres que l'impressor Francesc Roca tenia al carrer Major de Reus, on va aprendre l'ofici. Atret més pel comerç que per la impremta, el 1826 va obrir una llibreria també al carrer Major, a la qual donà el nom de "El Libro de Oro". En aquell carrer, a més de Francesc Roca, també hi tenia una impremta i llibreria Pau Riera. El 1829 tenia a la vora de la seva botiga l'impressor Francesc Sánchez.
Totes les referències sobre Diego Angelón el fan només llibreter, i no s'han trobat impresos amb el seu nom. Això trenca el costum dels llibreters reusencs que eren sempre impressors i tenien una mena d'exclusiva amb el comerç del llibre, i apunten a una benaurança econòmica que permetia negocis com aquest. Sembla però que feia d'editor, i encarregava a altres impressors, sobretot tarragonins, que imprimissin llibres que ell comercialitzava a la botiga, com és el cas d'un "Franzem", el nom popular de l'obra Llibre compost per fra Anselm Turmeda... d'ús molt freqüent a les escoles, que havia fet imprimir a Tarragona a Miquel Puigrubí, amb una nota que deia: "Se ven en Reus en la llibreria de Diego Angelón". La seva botiga era molt coneguda a la ciutat, i en trobem constants referències als diaris de l'època, anunciant-se com a lloc on trobar entrades pel Teatre de les Comèdies, per exemple, i on es feien determinats serveis i encàrrecs als ciutadans, com ara facilitar lloguer de pisos o subscriure a publicacions foranes. Casat amb Francesca Molner, només va regentar cinc anys la llibreria, ja que va morir de sobte pel maig de 1831, quan n'acabava de complir 28.
La seva viuda, Francesca Molner, va continuar la llibreria a la que va posar el nom de "Librería de la viuda Angelón", prescindint del nom antic, "El Libro de Oro". Era germana de Pere Molner, també llibreter, que tenia una botiga oberta a la plaça del Mercadal almenys des de 1835. Pere Molner, el 1856 va fer societat amb l'impressor Àngel Camí, quan va reformar la llibreria. La viuda Angelón no va tenir mai impremta, segons les dades del cadastre, però seguia la política del seu marit i feia d'editora. Del 1847 es coneix el Llibre en el qual se contenen las indulgèncias de la Confraria de N. SS. Mare del Carme, y los privilegis dels confrares &c... Reus: Llibreria de la viuda Angelón, 1847. Era sens dubte editora de llibres i fullets, però sobretot es dedicava a la venda de llibres i material de papereria. Feia d'intermediària amb altres editors i impressors, de primer amb el seu germà Pere Molner. Antoni Pons Anguera, un menestral reusenc del qual es conserva un interessant dietari, explica una anècdota d'aquesta relació ja el 1831: El dia 31 [d'agost de 1831] Pere Molner, en nom de la viuda Angelón s'excusava de no liquidar a Satorras [en aquell moment governador civil] una lletra pendent per llibres "hasta haver vendido sus libros de comisión, y creo tardaré, por no estar la gente por libros". Pel juny de 1841, segons li demanava Pròsper de Bofarull, va posar a l'aparador de la seva botiga un anunci de l'obra d'aquest arxiver Los Condes de Barcelona vindicados. Editava també estampes religioses, com unes de la Dolorosa amb data de 1841, que porten al peu: "por la viuda Angelón, calle Mayor". Venia romanços i goigs dels impressors reusencs i era punt de subscripció de diversos periòdics, com ara El Mercado o El Cronicón. Va estar activa fins a finals de la dècada de 1850.